# Opius incoligma
Opius incoligma är en stekelart som beskrevs av Fischer 1979. Opius incoligma ingår i släktet Opius och familjen bracksteklar. Inga underarter finns listade i Catalogue of Life.